# Бачерикова, Анна Васильевна
Анна Васильевна Бачерикова (26 ноября 1918 ― 18 сентября 2014) ― советский и российский терапевт, участница Великой Отечественной войны, почётный гражданин города Тюмени (1995). Заслуженный врач РСФСР (1961).

## Биография
Родилась 26 ноября 1918 года в селе Неукладица, Черновского района Вятской губернии. Спасаясь от голода, семья перебралась из Кировской области в город Тюмень, где в то время проживали три брата её отца. Завершив обучение в семилетней школе она поступила в Тюменское медицинское училище. Три года обучения в 1938 году позволили ей с отличием получить специальность медицинской сестры. как одна из лучших выпускниц была направлена на обучение в Омский медицинский институт им. М.И. Калинина.
15 июля 1942 года, досрочно сдав экзамены, завершила обучение в медицинском институте и была призвана в Красную армию. Была зачислена в 1408 стрелковый полк, в 562-ю стрелковую дивизию на первый Дальневосточный фронт. Четыре года служила сначала младшим врачом 1408-го стрелкового полка, а затем стала начальником лазарета. Участница войны с Японией.
После увольнения со службы, в 1946 году, майор медицинской службы два года отработала врачом–терапевтом в медицинской санитарной части НКВД города Тюмени. В дальнейшем, на протяжении 28 лет работала в областной больнице. Четверть века была заведующей терапевтическим отделением. После перешла на работу в городскую поликлинику № 1, где трудилась будучи находясь на пенсии. 
В 1953 году в честь 50-летия Международного женского дня была представлена к награждению орденом Трудового Красного Знамени. В июле 1957 года награждена знаком «Отличник здравоохранения». В 1961 году приказом Президиума Верховного Совета РСФСР Анне Васильевне Бачериковой было присвоено почётное звание «Заслуженный врач Российской Федерации». В 1963 году успешно сдав аттестацию ей была присвоена I категория врача терапевта. 
Решением Тюменской городской Думы № 46 от 27 апреля 1995 года, «за личный вклад в социально-экономическое развитие, активное участие в жизни города, в связи с 50-летием Победы в Великой Отечественной войне 1941-1945 гг.», Анне Васильевне Бачериковой было присвоено звание "Почётный гражданин города Тюмени".
Проживала в городе Тюмени. Умерла 18 сентября 2014 года.

## Награды и звания
- Орден Ленина,
- Орден Отечественной войны 2 степени (11.03.1985),
- Орден Трудового Красного Знамени (1957),
- другими медалями
- Заслуженный врач РСФСР (1961),
- Отличник здравоохранения (СССР) (1957),
- Почётный гражданин города Тюмени (27.04.1995).